# Taylor Lawrence
Taylor Lawrence, född 13 augusti 1996, är en brittisk bobåkare.

## Karriär
Vid EM 2025 i Lillehammer tog Lawrence brons tillsammans med Brad Hall i tvåmannabob samt brons tillsammans med Brad Hall, Arran Gulliver och Leon Greenwood i fyrmannabob.